# Charles Dufresny
Charles Dufresny, sieur de La Rivière, né en 1648 à Paris où il est mort le 6 octobre 1724, est un dramaturge, journaliste et chansonnier français. Il passait pour être le petit-fils de Henri IV, tant il lui ressemblait. Son père fut valet de garde-robe de Louis XIII.

## Biographie
Il se faisait passer pour un descendant de la « Belle jardinière d’Anet », une maîtresse d’Henri IV. C’est dans ses Amusemens sérieux et comiques (1699, chez  Claude Barbin à Paris)  -voyage d'un Siamois à Paris- que Montesquieu a pris une partie de son inspiration pour ses Lettres persanes. Louis XIV, dont il était garçon de la chambre et le protégé, le nomma dessinateur des jardins royaux, que lui mérita le talent avec lequel il dessinait des jardins. C’est lui qui inventa en France ce qui fut plus tard le style anglais des jardins. Louis XIV lui accorda en outre le privilège de la manufacture royale de glaces de miroirs, future Compagnie de Saint-Gobain. Mais Dufresny vendit sa charge et son privilège; car, disait-il, « on bannit de ces lieux privilégiés, non seulement la subordination et le respect, mais encore toutes sortes d’égards, de compassion, et d’humanité ; les cœurs y sont tellement durs et impitoyables, que ce qui fait la douleur de l’un y fait la joie de l’autre. » (Amusements sérieux et comiques, 1707). Il reçut également le privilège du Mercure Galant dont il fut directeur de 1710 à 1713 et de 1721 à 1724.
La musique était aussi un de ses talents. Avec l’amour des arts, il avait celui des lettres et du théâtre, et son esprit brillant se répandait dans ses conversations comme dans ses œuvres. Il commença par écrire pour la Comédie-Italienne des comédies en collaboration avec son ami Jean-François Regnard. Il semble qu’il lui vendit la comédie française Attendez-moi sous l’orme, ou du moins le sujet de cette comédie, puis lorsque Regnard fit représenter Le Joueur, il l’accusa de lui en avoir volé l’idée dans Le Chevalier Joueur, et se brouilla avec lui. Dès lors, il composa seul.
À la différence de Regnard qui mourut dans un château, Dufresny fut un véritable bohème insouciant qui gaspilla près d’un million si bien que, se trouvant trop pauvre pour payer Angélique, sa blanchisseuse, il en aurait été réduit à l’épouser pour s’acquitter de ce qu’il lui devait. Cette aventure, que Le Sage a fait entrer dans son Diable boiteux est devenue le sujet de plusieurs vaudevilles et comédies. Le Régent Philippe d'Orléans essaya de refaire la fortune de Dufresny en lui faisant don de 200 000 livres, qu’il perdit dans le système de Law. Le désordre de sa vie privée se retrouve dans quelques incidents de sa vie littéraire.
Pour la Comédie-Italienne de Paris (1692-1697) et pour la Comédie-Française (1692-1721), les pièces de Dufresny ne manquent pas d’originalité et de verve. Leur style en est vif, concis, peut-être jusqu’à l’excès. L’esprit y pétille. Mais cet esprit est toujours le sien et La Harpe a remarqué que tous ses personnages, même ses paysans, n’en ont point d’autre.
Parmi ses comédies, on compte :
- L'Opéra de campagne (1692)
- L’Union des deux opéras[2] (1662)
- Le Négligent (1692)
- Les Mal-assortis (1693)
- Les Fées, ou Contes de ma mère l’oye (1697)
- Le Chevalier joueur (1697)
- La Malade sans maladie (1699)
- La Noce interrompue (1699)
- L'Esprit de contradiction (1700)
- Le Double Veuvage (1701)
- Le Faux Honnête-Homme (1703)
- Le Jaloux honteux (1708)
- La Joueuse (1709)
- La Coquette de village, ou le Lot supposé (1715)
- Le Dédit (1719)
- La Réconciliation normande (1719)
- Le Mariage fait et rompu, ou l’Hôtesse de Marseille (1721)
- Le Faux Sincère (1731)

Il est également l’auteur de nouvelles : Histoire nouvelle et divertissante du Bonhomme Misère, Le Puits de la vérité, histoire gauloise (1698), Amusements sérieux et comiques (Paris, 1699, in-12, Seconde édition augmentée, 1707)? Une large partie de ses Œuvres a été réunie par d'Alençon, en six volumes in 12° (1731, en 4 volumes in-8° corrigées 1747, 1779). Auger a publié ses Œuvres choisies (1801, 2 vol. in-18) et la dernière édition de son Théâtre remonte à 1881.
- Les Dominos, comédie inédite, en un acte, en vers libres publiée par Jean Vic. Paris, Hachette, 1917
- Amusements sérieux et comiques, Éd. Vic, Jean, Paris, Bossard, 1921, Édition originale (1699) : texte en ligne

## Pour approfondir